# Pia Ampaw
Pia Ampaw (* 5. Januar 1977 in Unna) ist eine deutsche Theater- und Filmschauspielerin sowie Fernsehmoderatorin.

## Ausbildung
Ampaw besuchte das Siegtal-Gymnasium in Eitorf und lernte von 1997 bis 2000 an der Schauspielschule Zentrum für Bewegung, Schauspiel und Tanz in Köln unter der Leitung von Gisela Olroth-Hackenbroch das Schauspielern. Sie schloss die Ausbildung mit dem Abschluss Allgemeine Bühnenreife ab. 1998 nahm sie am Method-Acting-Seminar bei Ian Halcrow ebenfalls in Köln teil. Im Jahr darauf war sie einer der Teilnehmer beim Camera-Acting-Seminar unter der Leitung von Dorothee Neunkirchen. Von 1999 bis 2001 nahm sie Gesangsunterricht bei Buena Ventura Braunstein. Seit 2001 nimmt sie Gesangsunterricht bei Fernando Moleres in Barcelona und parallel dazu auch bei Adrien Morgan Hammond in Köln.

## Privates
Ampaw ist die Tochter eines Ghanaers und einer Deutschen. Sie hat zwei Kinder.

## Theater
- 2010–2011: Bibi Blocksberg, Musical,  (Rolle Flauipaui, Cocomicotheater, Tournee)
- 2002–2003: Making of B-movie, (Rolle Nana, Staatstheater Darmstadt, Regie Kai Voges)
- 2001: Talking Food,  Musical, (Rolle Lara, Projekt und Spektakel, Tournee, Regie Hans Holzbecher)
- 2000: Oleanna von David Mamet, (Rolle Carol, Theater das Spielbrett, Köln, Regie Ian Halcrow)
- 1999: Geschichten aus der Wienerwald von Ödön von Horváth,  (Rolle Marianne, Theater das Spielbrett, Köln, Regie Peter Rothin)
- 1998: Die Zeit und das Zimmer von Botho Strauss, (Rolle Marie Steuber, Theater das Spielbrett, Köln, Regie Inken Böhack)

## Filmografie
- ARD-Daily Soap Verbotene Liebe (2011–2012, Hauptrolle (von November bis Dezember 2011 Nebenrolle) als Sonja Jäger)
- KiKA-Fernsehserie Schloss Einstein (Gastauftritt)
- ARD-Spielfilm Schwarzwaldliebe (2009)
- ARD-Zweiteiler Jakobs Frauen (2003, als Jannet Miller)
- ProSieben-Spielfilm Tuper Ware (2002, als Yasmina)
- Sat.1-Fernsehserie Wolffs Revier (2002, Episoden-Hauptrolle Esperanza Vargas)
- RTL-Spielfilm Vanessa Kramer und der rote Skorpion (2001, als Protima Chandra)
- ARD-Familien-Komödie Vater wider Willen (2000, als Kushasa Mugabe)
- Sat.1-Fernsehserie Alphateam (2000, Episoden-Hauptrolle Natalie)
- Sat.1-Fernsehserie Die Rote Meile (1999–2000, als Nanda Kröger)
- ZDF-Fernsehserie Die Nesthocker – Familie zu verschenken (1999, Episodenrolle Nadine)
- RTL-Fernsehserie Nikola (1998–1999, Episodenrolle Schwester Ute)
- Sat.1-Fernsehserie Geliebte Schwestern (1997–1998, als Sylvia Schatten)

## Moderation On Air (Auswahl)
- seit 2013: QVC
- 2010: Moderation Ehrensenf, Internet-Show
- 2008: Super RTL
  - Moderation von witzig putzig, Dragonfly TV sowie diverse Specials
- 2006–2007: ProSiebenSat.1 Media AG
  - Moderation der Wettervorhersage bei N24
  - Vertretung Wettervorhersage in den Sat.1 News
- 2002–2005: KiKA[5]
  - Live-Moderation Kikania
  - Moderation von Spiel Boxx, Unser Sandmännchen und Wunschfilm
  - Diverse Off-Air-Shows, zum Beispiel Bernd das Brot
  - KiKA-Lieder-Sommer und ARD-Kinderfest